# Prabhas
Prabhas (nascido Venkata Satyanarayana Prabhas Raju Uppalapati em 23 de outubro de 1979) é um ator indiano mais conhecido por seu trabalho no cinema Telugu. Prabhas fez sua estreia no cinema com o filme de drama Eshwar (2002). Seus trabalhos incluem Varsham (2004), Chatrapathi (2005), Chakram (2005), Billa (2009), Darling (2010), Mr. Perfeito (2011), e Mirchi (2013). Prabhas ganhou o prêmio de estado, o Prêmio Nandi de Melhor Ator, por seu papel em Mirchi. Ele apareceu em uma item song de Bollywood , no filme Action Jackson (2014) de Prabhudeva.
Prabhas interpretou o papel título no filme épico de S. S. Rajamouli, Baahubali: O Início (2015), que é a quarta maior bilheteria de filme Indiano até a data. Prabhas reprisou seu papel na sua continuação, Baahubali 2: A Conclusão (2017), que se tornou o primeiro filme Indiano a faturar uma renda bruta acima de ₹1000 crore (US$155 milhões) em todas as línguas, em apenas dez dias, e é a segunda maior bilheteria de filme indiano até a data.

## Início da vida
Prabhas nasceu para o produtor de cinema U. Suryanarayana Raju e sua esposa Siva Kumari. Ele é o caçula de três filhos, com um irmão mais velho Pramod Uppalapati e a irmã Pragathi. Seu tio é Telugu ator Krishnam Raju Uppalapati. Prabhas participaram do DNR Escola, Bhimavaram e graduou-se com um B. Tecnologia. grau de Sri Chaitanya Faculdade, Hyderabad.

## Carreira
Prabhas começou a sua carreira no cinema com Eshwar em 2002. Em 2003, ele foi o líder em Raghavendra. Em 2004, ele apareceu em Varsham. Ele continuou sua carreira com Adavi Raamudu e Chakram.
Em 2005, ele atuou no filme Chatrapathi dirigido por S. S. Rajamouli, em que ele retrata o papel de um refugiado, explorada por capangas. Ele tinha uma 100 dias em 54 centros. Idlebrain afirmou que ele tinha um estilo único e macho charme, a sua presença na tela.
Mais tarde, ele atuou em Pournami, Yogi e Munna, um drama de ação do filme saiu em 2007, seguido pela ação-comédia Bujjigadu em 2008. Em 2009, seus dois filmes foram Billa e Ek Niranjan. Indiaglitz chamado Billa elegante e visualmente ricos.
Em 2010 ele apareceu na comédia romântica de Darling , e em 2011, Mr. Perfect, outra comédia romântica. Em 2012, Prabhas protagonizou Rebelde, um filme de ação dirigido por Raghava Lawrence. Seu próximo filme foi Mirchi. Ele prestou voz para uma breve aparição para o filme Denikaina Pronto.
Em 2015 ele apareceu como Shivudu/Mahendra Baahubali e Amarendra Baahubali em S. S. Rajamouli's epic Baahubali: O Início. O filme se tornou o terceiro filme de maior bilheteria em todo o mundo, na Índia, e ganhou comercial e de crítica de louvor de todo o mundo.
A sequela do Baahubali: O Início, Baahubali: A Conclusão foi lançado mundialmente no dia 28 de abril de 2017.

## Filmografia
| Ano  | Titulo                      | Pessoa Intrepeada                              | Língua                 | Observações                             |
| ---- | --------------------------- | ---------------------------------------------- | ---------------------- | --------------------------------------- |
| 2002 | Eeshwar                     | Eeshwar                                        | Telugu                 |                                         |
| 2003 | Raghavendra                 | Raghavendra                                    | Telugu                 |                                         |
| 2004 | Varsham                     | Venkat                                         | Telugu                 |                                         |
| 2004 | Adavi Ramudu                | Ramudu                                         | Telugu                 |                                         |
| 2005 | Chakram                     | Chakram                                        | Telugu                 |                                         |
| 2005 | Chatrapathi                 | Siva / Chatrapathi                             | Telugu                 |                                         |
| 2006 | Pournami                    | Shiva Keshava                                  | Telugu                 |                                         |
| 2007 | Yogi                        | Eeshwar Prasad / Yogi                          | Telugu                 |                                         |
| 2007 | Munna                       | Munna                                          | Telugu                 |                                         |
| 2008 | Bujjigadu                   | Bujji / Linga Raju / Rajnikanth                | Telugu                 |                                         |
| 2009 | Billa                       | Billa / Ranga                                  | Telugu                 |                                         |
| 2009 | Ek Niranjan                 | Chotu                                          | Telugu                 |                                         |
| 2010 | Darling                     | Prabhas / Prabha                               | Telugu                 | CineMaa award for Best actor (Jury)     |
| 2011 | Mr. Perfect                 | Vicky                                          | Telugu                 |                                         |
| 2012 | Rebel                       | Rishi                                          | Telugu                 |                                         |
| 2012 | Denikaina Ready             | Telugu                                         | Narrator               |                                         |
| 2013 | Mirchi                      | Jai                                            | Telugu                 | Nandi Award for Best Actor              |
| 2014 | Action Jackson              | Himself                                        | Hindi                  | Guest appearance in "Punjabi Mast" song |
| 2015 | Baahubali: The Beginning    | Mahendra Baahubali/Shivudu Amarendra Baahubali | Telugu / Tamil         | [ 18 ] [ 19 ]                           |
| 2017 | Baahubali 2: The Conclusion | Mahendra Baahubali/Shivudu Amarendra Baahubali | Telugu / Tamil         |                                         |
| 2018 | Saaho                       | N/A                                            | Telugu / Tamil / Hindi | [ 20 ]                                  |